# South Beach

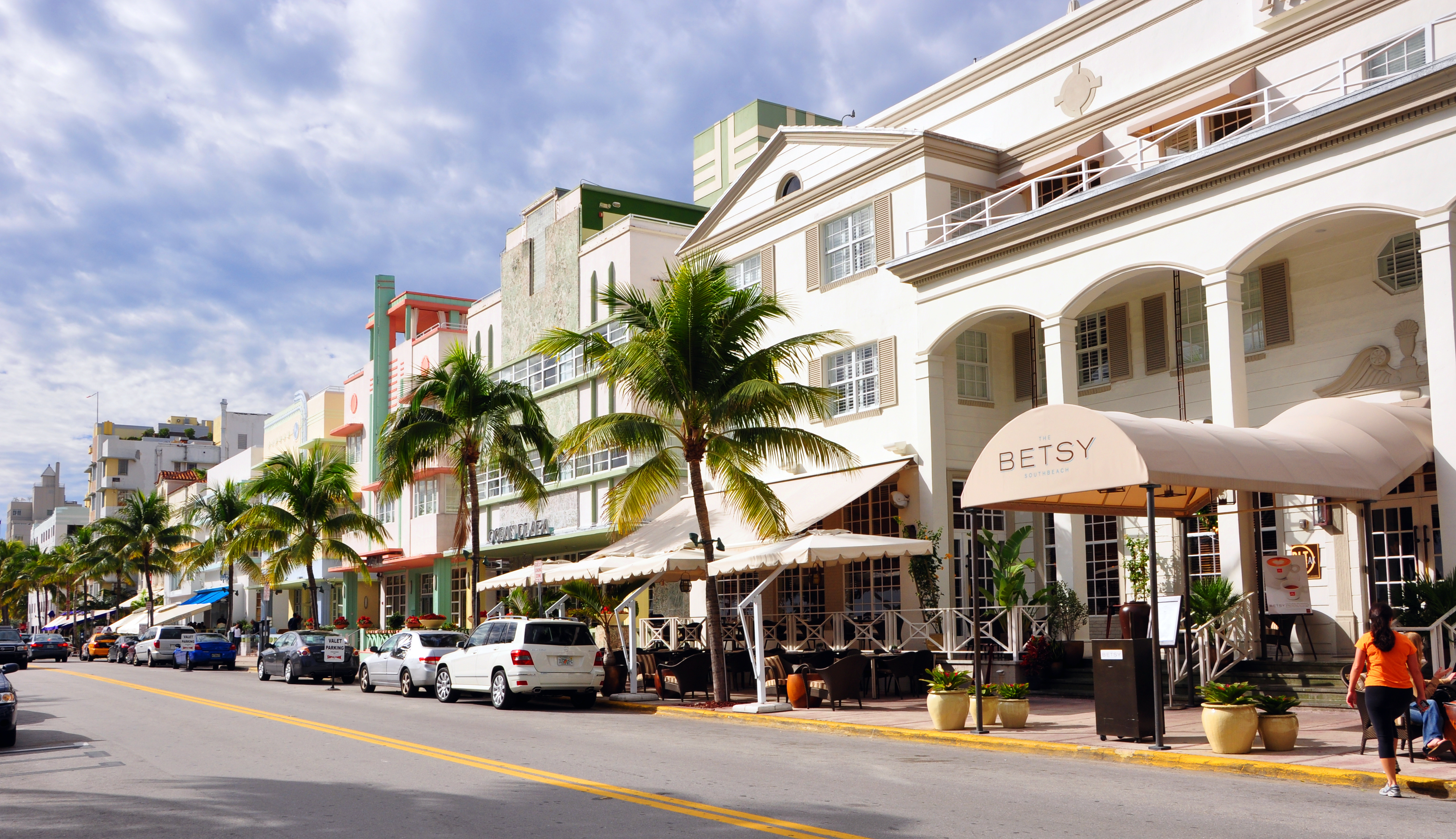
Ocean Drive em South Beach

South Beach é um bairro de Miami Beach, Flórida. Está localizado a leste de Miami, entre a Baía Biscayne e o Oceano Atlântico.
Esta área foi a primeira seção de Miami Beach a ser desenvolvida, a partir da década de 1910, devido aos esforços de desenvolvimento de Carl G. Fisher, dos Lummus Brothers, e de John S. Collins, este último cuja construção da Ponte Collins proporcionou o primeira ligação terrestre vital entre Miami continental e as praias.
A área passou por inúmeras mudanças artificiais e naturais ao longo dos anos, incluindo uma economia regional em expansão, o aumento do turismo e o furacão de 1926, que destruiu grande parte da área. 
Suas praias são conhecidas mundialmente não só por suas belezas naturais, mas principalmente por causa de sua vida noturna agitada. Muitas casas noturnas, hotéis, bares e restaurantes tornam este um lugar propício ao turismo. Nas praias geralmente é aceito que para as mulheres é permitido tomar banho de sol de topless, apesar da prática não ter sido legalizada pelo governo local.
Ocean Drive, Lincoln Road e Spañola Way são ruas muito famosas por oferecerem diversas opções de entretenimento e gastronomia.
Outro aspecto que vale ser lembrado é que grande parte, senão a maioria dos moradores de South Beach, é de origem latino-americanos, o que proporciona ao local um clima diferenciado, um ambiente "mais leve" se comparado às outras regiões estadunidenses, regado a tequilas e mojitos e ao som de muita salsa e reggaeton da cultura latina.